# Jack van de schaduwen
Jack van de schaduwen (Engelse titel: Jack of Shadows) is een sciencefiction-roman uit 1971 van de Amerikaanse schrijver Roger Zelazny. Het origineel werd uitgebracht door uitgeverij Walker & Co in New York. Het origineel werd genomineerd voor een Hugo Award. Delen ervan waren al te lezen in het tijdschrift Magazine of fantasy and science fiction. De Nederlandse versie werd in 1973 uitgegeven door Uitgeverij Het Spectrum in de Prisma Pocketsreeks onder catalogusnummer 1565 tegen een verkoopprijs van 3 gulden. Het maakt geen melding van de nominatie. 
De wereld is gescheiden in licht (wetenschap) en donker (magie). In die wereld beweegt Jack zich voort. Hij kan absoluut niet tegen licht, maar bij de minste hoeveelheid duisternis kan hij zijn magie toepassen om bijvoorbeeld te verdwijnen. Vanwege dit fenomeen is hij overal bekend als de meesterdief. Dit werkt nu tegen hem. Hij moet een bruidsschat bij elkaar stelen, maar wordt vooraf herkend en direct onthoofd. Aangezien de mensen van de magische kant kunnen reïncarneren, duikt Jack weer op, maar moet zijn weg terugvechten naar zijn Rosalie.  
De roman begint met een citaat uit De koopman van Venetië van William Shakespeare (er zijn er wel die schaduw minnen). 